# Ducado de Sueca

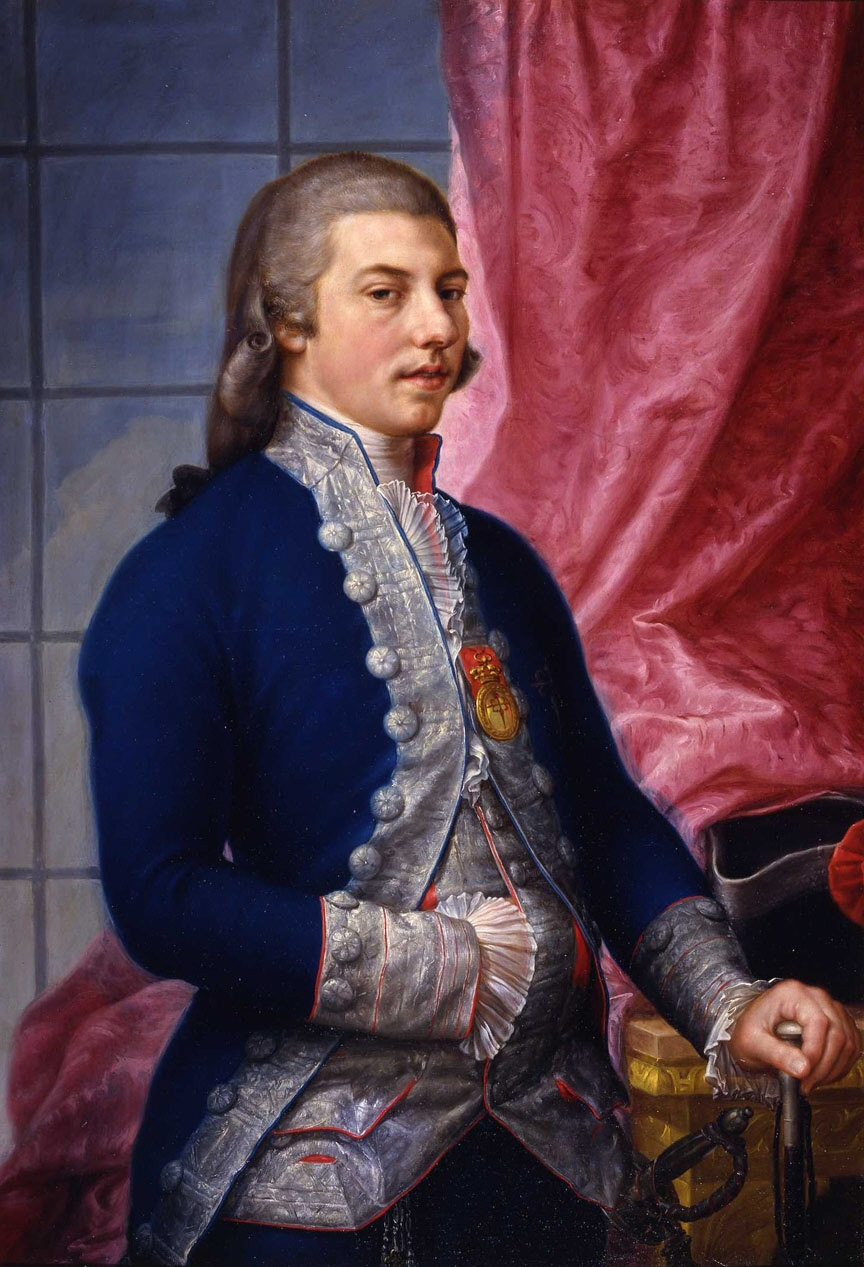
Manuel Godoy y Álvarez de Faria, príncipe de la Paz, duque de Sueca y de la Alcudia, barón de Mascalbó, príncipe de Bassano (título romano), conde de Evoramonte (portugués), generalísimo de los Reales Ejércitos, ministro universal del rey Carlos IV, etc., caballero de las Órdenes del Toisón de Oro y Santiago y bailío de la de San Juan.

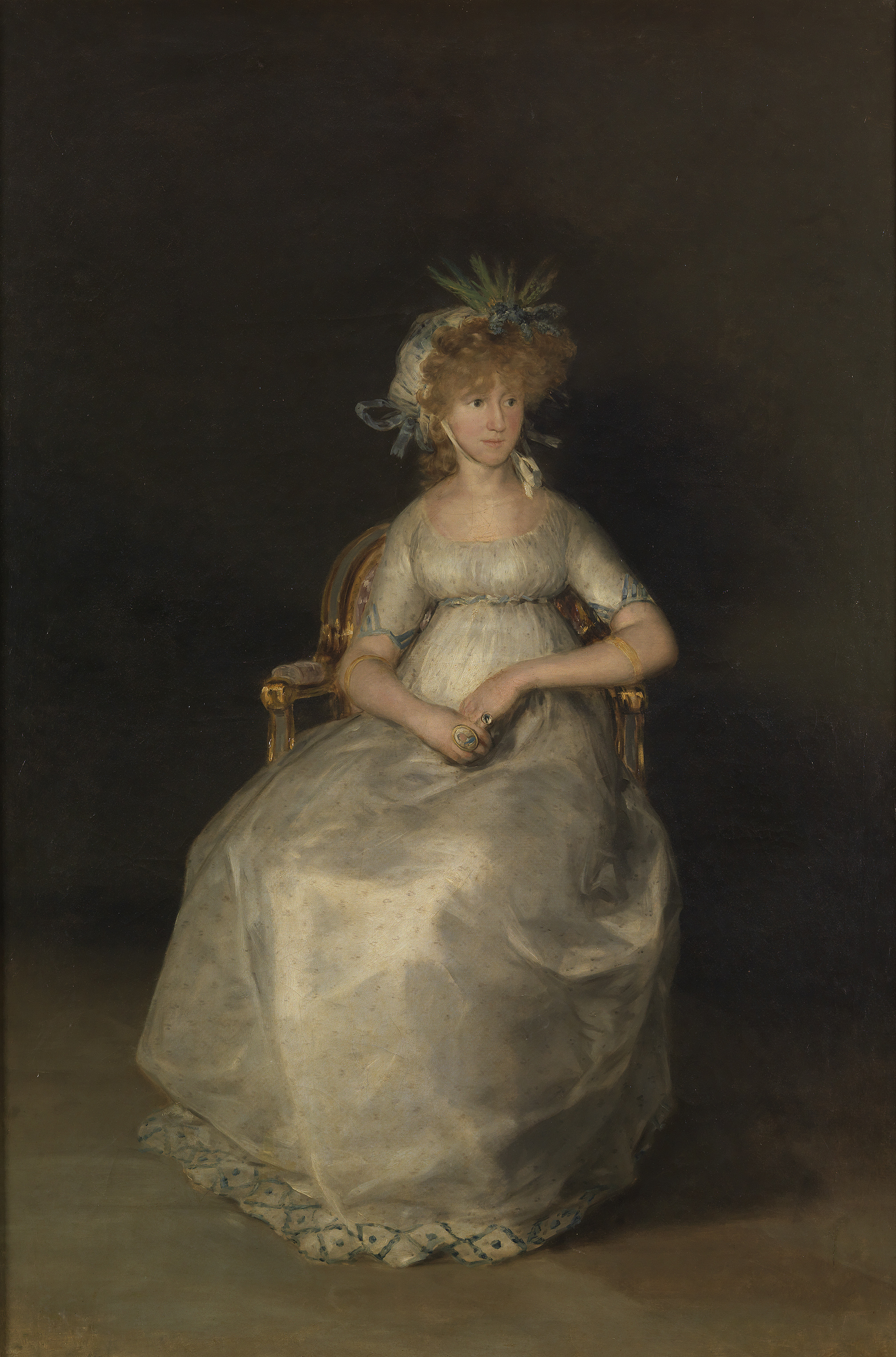
María Teresa de Borbón y Vallabriga, condesa de Chinchón y de Boadilla del Monte, primera esposa de Manuel Godoy, óleo de Goya. Museo del Prado (Madrid).

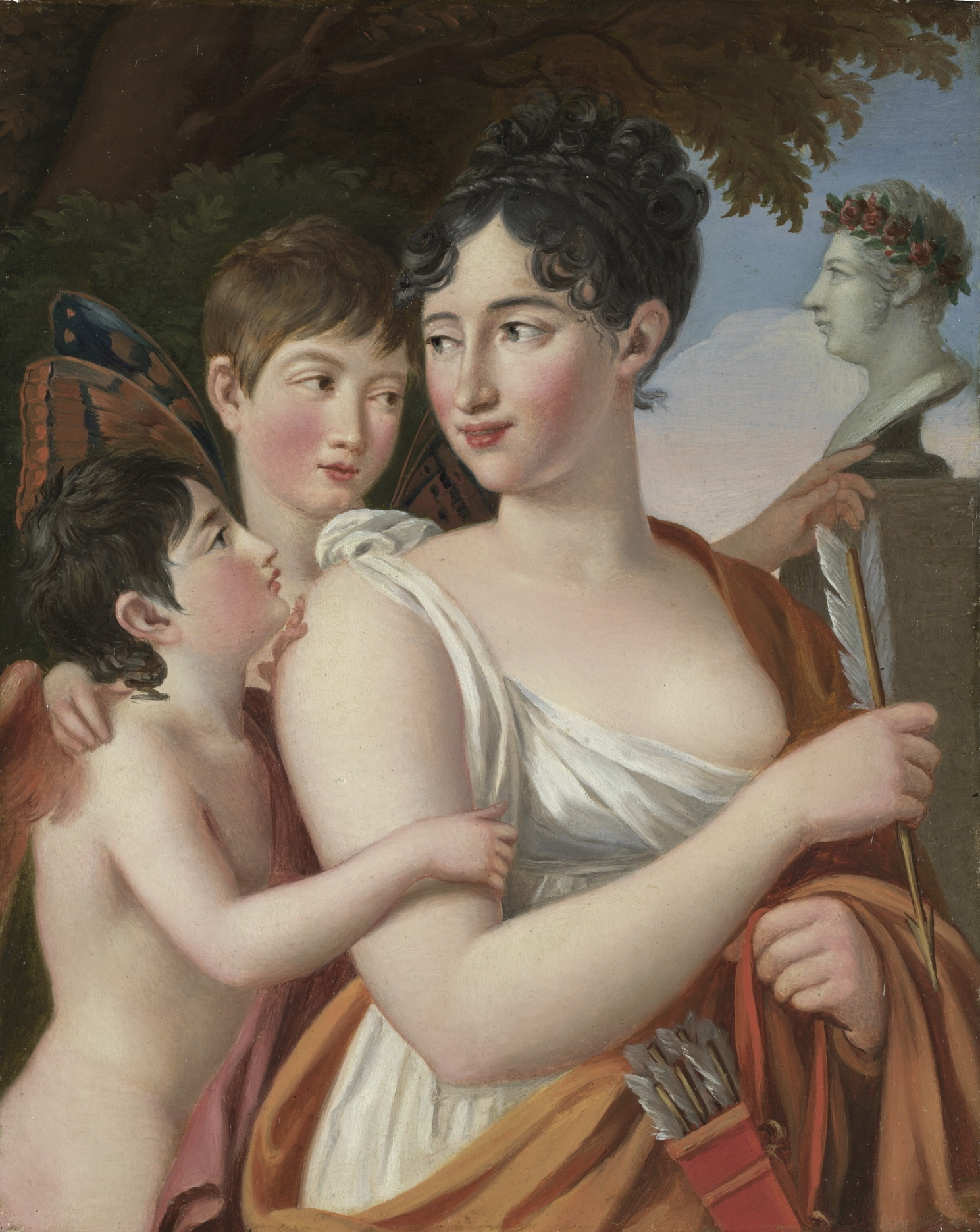
Josefa de Tudó y Catalán, condesa de Castillo Fiel, con sus hijos Manuel y Luis de Godoy. Tras ellos, un busto de Manuel Godoy ceñido de corona de mirto y rosas, símbolo venéreo. Retrato de José de Madrazo.

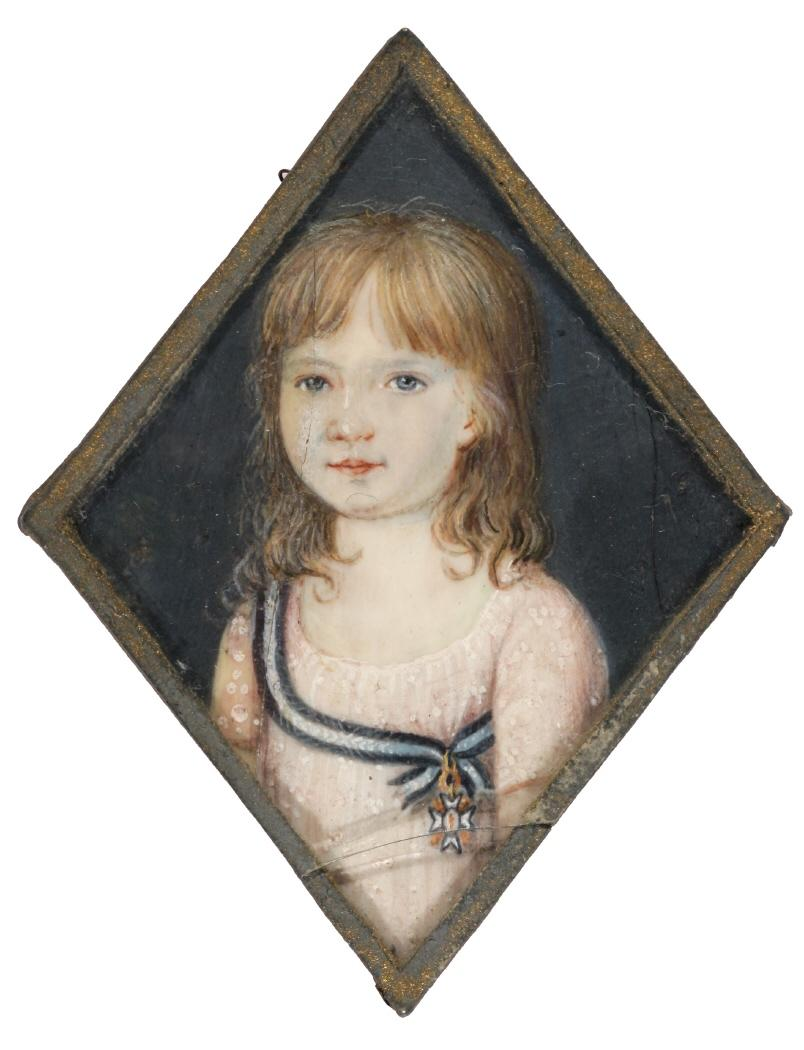
Carlota Luisa Manuela de Godoy y Borbón, ii duquesa de Sueca, xvi condesa de Chinchón y i marquesa de Boadilla del Monte. En la miniatura, retratada de niña con la banda de María Luisa. Recibió esta condecoración a la vez que su madre, la princesa de la Paz, por Real Decreto del 7 de octubre de 1800, día de su nacimiento. Fue bautizada tres días después en la Real Cámara de Palacio por el cardenal Lorenzana, arzobispo de Toledo. Sus padrinos fueron los reyes Carlos IV y María Luisa de Parma, cuyos nombres se le impusieron, y que para tenerla en la pila habían viajado a la corte desde El Escorial. Y tras la ceremonia religiosa, la misma reina fundadora y epónima impuso a madre e hija las bandas de su Orden de Damas Nobles.

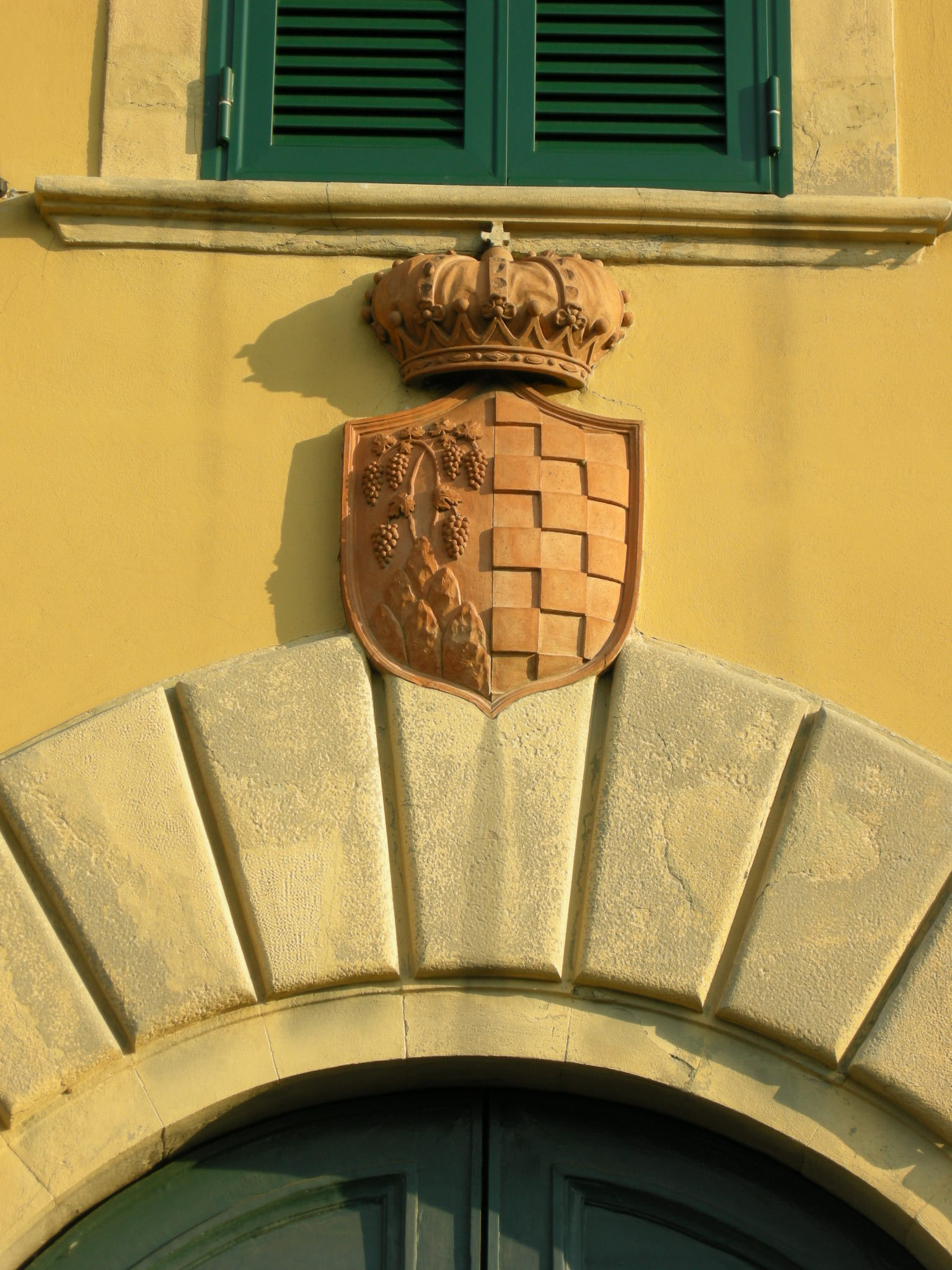
Armas de los duques de Sueca en la Villa Ruspoli de Florencia. Escudo partido de Rúspoli y Godoy.

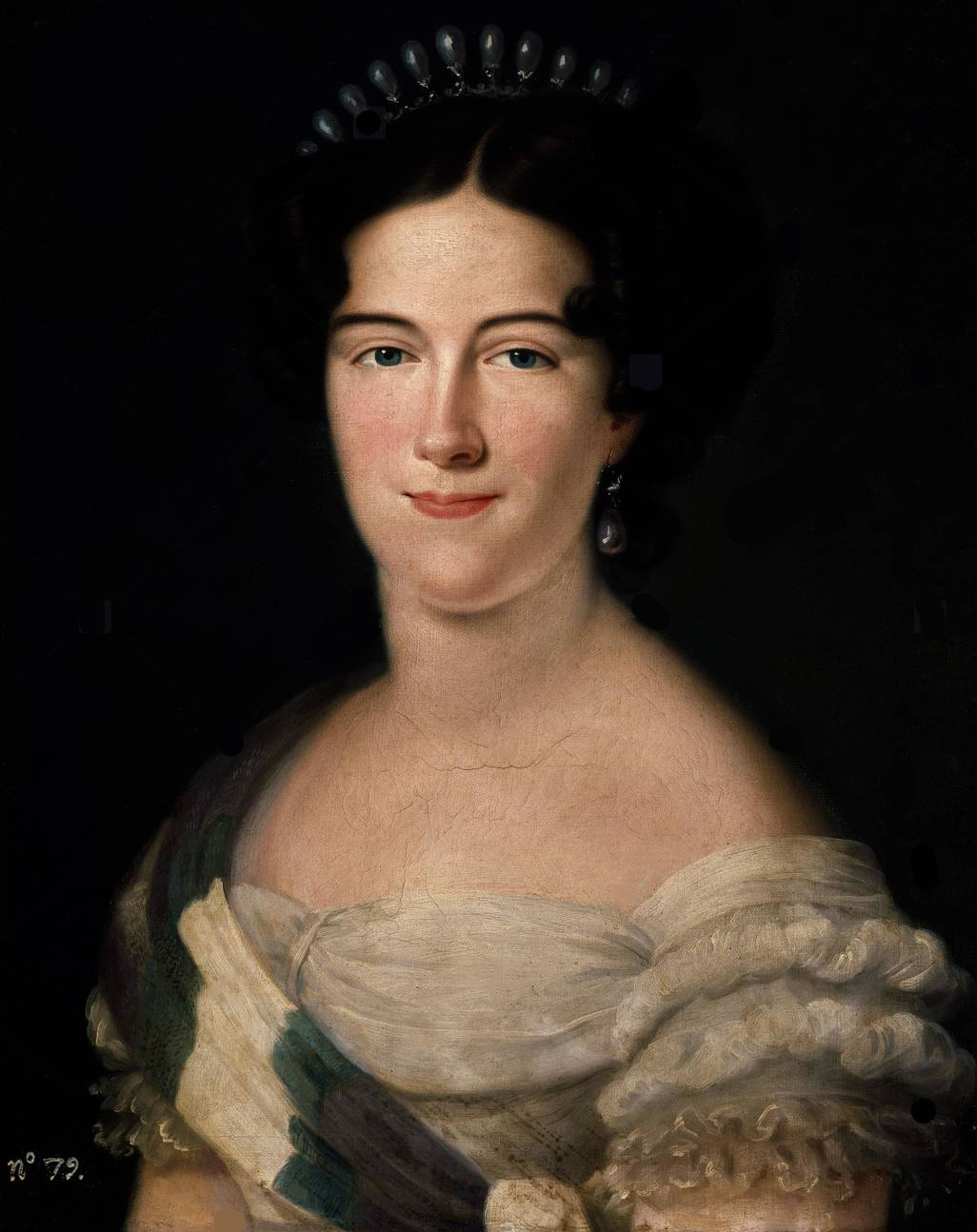
Carlota Luisa Manuela de Godoy y Borbón, duquesa de Sueca, condesa de Chinchón y marquesa de Boadilla del Monte. Obra de Luis de la Cruz y Ríos.

El ducado de Sueca es un título nobiliario español, de Aragón, con grandeza de España de primera clase. Fue creado con dicha grandeza por el rey Carlos IV, mediante Real Decreto del 28 de diciembre de 1803 y Real Despacho del 7 de marzo de 1804, en favor de Manuel de Godoy y Álvarez de Faria, su primer ministro, a quien ya había otorgado los títulos de duque de la Alcudia (1792) y príncipe de la Paz (1795), y el empleo de generalísimo de los Reales Ejércitos (1801).
En los años siguientes el mismo rey le concedería también el título de barón de Mascalbó (1806) y el empleo de almirante general de la Real Armada, con tratamiento de Alteza Serenísima (1807).
El concesionario fue caballero de las Órdenes del Toisón de Oro, Cristo y Santiago, bailío sanjuanista y gran cruz de Carlos III, entre otras dignidades y condecoraciones españolas y extranjeras, miembro del Real Cuerpo de la Nobleza de Madrid, regidor perpetuo de esta villa y de las ciudades de Santiago, Cádiz, Málaga, Écija, Burgos, Valencia, Segovia y Ronda, veinticuatro de la de Sevilla, etc.
En 1808, a raíz del Motín de Aranjuez, Godoy fue depuesto de sus cargos por el flamante rey Fernando VII, quien ordenó la confiscación de sus bienes y revocó las mercedes que le había concedido Carlos IV. Pero al final de su vida, en 1847, todas le fueron rehabilitadas por la reina Isabel II, a excepción del principado de la Paz, que se consideró contrario a la tradición nobiliaria española.
Godoy obtuvo así mismo el título portugués de conde de Evoramonte (1797), merced de la reina María I, y el romano de príncipe de Bassano, que le otorgó durante su exilio el papa Pío VIII, tras adquirir el feudo de Bassano di Sutri, situado entre Roma y Viterbo.
Por haber casado en primeras nupcias con María Teresa de Borbón y Vallabriga, fue conde de Chinchón, con grandeza, y conde de Boadilla del Monte. Y por su segundo matrimonio con Josefa de Tudó y Catalán, conde de Castillo Fiel.
Entre otros señoríos poseyó los de la Albufera en Valencia, Albalá y la Serena en Extremadura y el Soto de Roma en la Vega de Granada, estados que adquirió de la Corona por compra o permuta. 
Además, fue comendador de Valencia del Ventoso, Ribera y el Aceuchal en la provincia de León de la Orden de Santiago, por lo que gozaba de rentas y derechos señoriales en dichos lugares y en otros como la Puebla del Prior, todo en la actual provincia de Badajoz.
La denominación del ducado alude a la ciudad de Sueca, capital de la comarca de la Ribera Baja en la provincia y comunidad de Valencia. Cuando se otorgó la merced, la entonces villa de Sueca era la principal población del señorío de la Albufera, que el concesionario había adquirido un año antes. Este estado del reino de Valencia había sido durante siglos una posesión de la Orden de Montesa, hasta que en 1802 el rey Carlos IV, como administrador perpetuo del maestrazgo, lo vendió a Godoy con todos sus derechos anejos al precio de cinco millones y medio de reales. Se trataba de un señorío de gran importancia económica, pues confería al titular no solo la jurisdicción de los lugares ribereños de la albufera de Valencia, sino también los derechos de pesca en este lago litoral de agua salobre y los derechos de riego de sus feraces marjales y huertas. Carlota Luisa de Godoy y Borbón, la ii duquesa de Sueca, hija del concesionario, litigó hasta finales del siglo XIX contra el ayuntamiento de Sueca para evitar la extinción de estos derechos señoriales.
La villa de Sueca obtuvo el título de ciudad en 1899 por concesión de la reina María Cristina de Habsburgo-Lorena, regente por la menor edad de su hijo el rey Alfonso XIII.

## Lista de titulares
|                                          | Titular                                                      | Periodo                                  |
| Duques de Sueca (creación por Carlos IV) | Duques de Sueca (creación por Carlos IV)                     | Duques de Sueca (creación por Carlos IV) |
| ---------------------------------------- | ------------------------------------------------------------ | ---------------------------------------- |
| I                                        | Manuel de Godoy y Álvarez de Faria                           | 1804-1808                                |
|                                          | Incorporado a la Corona                                      | 1808-1829                                |
|                                          | Adjudicado post mortem a María Teresa de Borbón y Vallabriga | 1829-1830                                |
| II                                       | Carlota Luisa Manuela de Godoy y Borbón                      | 1830-1886                                |
| III                                      | Carlos Luis Rúspoli y Álvarez de Toledo                      | 1887-1936                                |
| IV                                       | Camilo Carlos Adolfo Rúspoli y Caro                          | 1940-1975                                |
| V                                        | Carlos Oswaldo Rúspoli y Morenés                             | 1978-2016                                |
| VI                                       | Luis Carlos Ruspoli y Sanchiz                                | 2018-hoy                                 |

## Historia genealógica

### Linaje de Godoy
Los Godoy eran un linaje extremeño hidalgo, oriundo de la villa de Castuera y establecido a principios del XVIII en la ciudad de Badajoz, de la que fueron regidores perpetuos.

El 7.º abuelo del primer duque fue

• Francisco de Godoy, que de su matrimonio con María García tuvo por hijo a otro

• Francisco de Godoy. Este casó con María Romero y fueron padres de un tercer

• Francisco de Godoy y Romero, vecino de Castuera. Casó con Isabel Núñez y de esta unión fue hijo

• Bartolomé de Godoy y Núñez, que nació en Castuera el 12 de junio de 1586. En 1639 fue alcalde de la Santa Hermandad y elector del ayuntamiento por el estado noble de dicha villa. Casó con Leonor Morillo y Díaz y procrearon a

• Bartolomé de Godoy y Morillo que recibió el bautismo en Castuera el 7 de mayo de 1634 y fue elector y alcalde noble de esta villa, donde casó el 13 de octubre de 1658 con Petronila de Cáceres Morillo de Tena. Tuvieron por hijos a
1. Bartolomé de Godoy,
2. Alonso de Godoy de Ovando y Cáceres, que sigue,
3. y Miguel de Godoy, que fue alcalde noble de la Santa Hermandad de Castuera en 1695 y 1700.

Su hijo

• Alonso de Godoy de Ovando y Cáceres fue alcalde noble de Castuera, donde había nacido el 9 de enero de 1666. Hizo información de nobleza en esta villa el 13 de mayo de 1711. Tuvo por mujer a Ana de Cáceres y Morillo, y ambos fueron enterrados en la iglesia parroquial de Castuera, donde habían contraído matrimonio. Fueron padres de
1. Luis Vicente de Godoy y Cáceres, que sigue,
2. y de Ana de Godoy y Cáceres.

El abuelo del príncipe de la Paz fue

• Luis Vicente de Godoy y Cáceres, regidor perpetuo de Badajoz, teniente de corregidor de esta ciudad y alcalde noble de su Santa Hermandad en 1728. Natural de Castuera, fue bautizado el 31 de enero de 1705 y ganó ejecutoria de nobleza de la Real Chancillería de Valladolid.

Casó en Badajoz con Antonia de los Ríos y Landero, hija de José Sánchez de los Ríos y de Inés Rodríguez Landero, y nieta de Francisco Sánchez de los Ríos Dorado y de Francisca Sánchez, naturales los cinco de Badajoz. De este matrimonio nacieron
1. María Micaela de Godoy y Sánchez de los Ríos,
2. José de Godoy y Sánchez de los Ríos, que sigue,
3. Lucía de Godoy y Sánchez de los Ríos,
4. Vicente de Godoy y Sánchez de los Ríos,
5. Francisca de Godoy y Sánchez de los Ríos y
6. Ana de Godoy y Sánchez de los Ríos.

Su hijo

• José de Godoy y Sánchez de los Ríos, nacido en Badajoz el 14 de noviembre de 1731, fue regidor perpetuo y alcalde noble de la Santa Hermandad de esta ciudad, gobernador del Consejo de Hacienda y caballero gran cruz de la Orden de Carlos III.

Casó el 19 de junio de 1757, en la iglesia pacense de San Andrés, con María Antonia Justa Álvarez de Faria y Sánchez Zarzosa, dama de la reina María Luisa de Parma, nacida en Badajoz el 9 de agosto de 1732. Fueron padres de
1. José de Godoy y Álvarez de Faria, canónigo de la Catedral de Badajoz y después de la Primada de Toledo.
2. Luis de Godoy y Álvarez de Faria, teniente general de los Reales Ejércitos, capitán general de Extremadura, caballero de Santiago desde 1787, que nació en Badajoz el 9 de julio de 1761 y murió hacia 1800. Casó en Madrid el 7 de enero de 1792 con Juana Regis de Armendáriz y Samaniego, vii vizcondesa de la Armería, que en 1801 volvió a casar con el IV marqués de Portago. Nacida en Madrid hacia 1770 y fallecida en la misma villa el 20 de noviembre de 1819, era hija de Juan Esteban de Armendáriz y Monreal, ii marqués de Castelfuerte, señor del palacio cabo de armería y lugar de Ezcay en Navarra, coronel de Caballería, gentilhombre de Cámara de S.M., natural de Pamplona, y de María Donata de Samaniego y Pizarro, su segunda mujer (en primeras nupcias de ella), VI vizcondesa de la Armería, dama de honor de la reina María Luisa de Parma y de su Orden de Damas Nobles, nacida en Valladolid e hija de los III marqueses de Monte Real. Sin descendencia.
3. Diego de Godoy y Álvarez de Faria, duque de Almodóvar del Campo, teniente general de los Reales Ejércitos, caballero de las Órdenes de Calatrava (1794) y Carlos III (1803), natural de Badajoz.
4. Manuel de Godoy y Álvarez de Faria, que sigue.
5. María Antonia de Godoy y Álvarez de Faria, dama de la Orden de María Luisa, nacida en Badajoz y finada en Génova el 25 de julio de 1836. Casó en Madrid el 15 de agosto de 1790 con Miguel de la Grúa Talamanca de Carini y Branciforte, i marqués de Branciforte, grande de España, teniente general de los Reales Ejércitos, virrey de la Nueva España y presidente de la Junta Superior de Hacienda de este reino, que nació en Palermo hacia 1755 y falleció en Marsella el 1.º de junio de 1812.
6. Y María Ramona de Godoy y Álvarez de Faria, dama de la Orden de María Luisa, que casó con Manuel Cándido Moreno Aguilar y Cidoncha, i conde de Fuenteblanca, caballero pensionista de la Orden de Carlos III, nacido en Calera de León el 9 de septiembre de 1750.

### Duques de Sueca
El primer duque fue

• Manuel de Godoy y Álvarez de Faria, príncipe de la Paz, i marqués y duque de la Alcudia, i duque de Sueca, dos veces grande de España de primera clase, y i barón de Mascalbó, todo por merced del rey Carlos IV, de quien fue valido y primer ministro. También fue i príncipe de Bassano (título romano) y i conde de Evoramonte (portugués). Nació en Badajoz el 12 de mayo de 1767 y falleció en París el 4 de octubre de 1851.

Casó dos veces. La primera en el Monasterio de El Escorial el 2 de octubre de 1797 con María Teresa de Borbón y Vallabriga, xv condesa de Chinchón, también con grandeza de primera clase, y i condesa de Boadilla del Monte, hija del infante Don Luis de Borbón, que había sido cardenal y arzobispo de Toledo, y de María Teresa de Vallabriga y Rozas. Este matrimonio fue muy desavenido, y los cónyuges vivieron separados a partir de 1808.

Tras enviudar de la condesa de Chinchón en 1828, Godoy contrajo nuevas nupcias al año siguiente con la que había sido su amante durante un cuarto de siglo: Josefa de Tudó y Catalán (Pepita), que por influencia suya había sido creada condesa de Castillo Fiel en 1807.
Del primer matrimonio fue unigénita
1. Carlota Luisa Manuela de Godoy y Borbón, que sigue.

 Y con la segunda tuvo dos hijos adulterinos, que quedaron legitimados por el subsiguiente matrimonio de los progenitores:
2. Manuel Luis de Godoy y Tudó, ii príncipe Godoy de Bassano, ii conde de Castillo Fiel, caballero de la Orden militar de Santiago (1867), bailío gran cruz de la de San Juan de Jerusalén y comendador de las de Cristo (romana) y Avís (portuguesa) que nació en Madrid el 29 de marzo de 1805 y finó en la misma villa el 24 de agosto de 1871. Casó en París el 15 de noviembre de 1827 con María Carolina Crowe y O’Donovan, dama de honor de la emperatriz Eugenia de Montijo, nacida en Londres en 1807 y finada en París el 4 de diciembre de 1878, hija de sir Lawrence Crowe y de Lucinda O’Donovan O’Neill, naturales de Dublín. Con sucesión.
3. Y Luis Carlos de Godoy y Tudó, que nació en 1807 y murió niño en Pisa año de 1818.

Por Real Carta del 18 de junio de 1830, sucedió su hija del primer matrimonio:

• Carlota Luisa Manuela de Godoy y Borbón, ii duquesa de Sueca, xvi condesa de Chinchón, i marquesa de Boadilla del Monte, dos veces grande de España de primera clase, ii condesa de Evoramonte en Portugal, dama de la Orden de María Luisa y de la portuguesa de Santa Isabel. Nació en Madrid el 7 de octubre de 1800 y falleció en París el 13 de mayo de 1886.

Casó con real licencia en Roma, el 8 de noviembre de 1821, con Camilo Rúspoli y Khevenhüller-Metsch, príncipe romano y del Sacro Imperio, jefe del escuadrón de Dragones del papa León XII, caballero de la Orden de Malta, gran cruz de la de Carlos III y maestrante de Granada. Nacido en Roma el 20 de marzo de 1788 y finado en Florencia el 30 de julio de 1864, fue  el tercer hijo varón de Francesco Ruspoli, iii príncipe de Cerveteri, iii marqués de Riano y viii conde de Vignanello (títulos romanos), gran maestre del Sacro Hospicio Apostólico, caballero del Toisón de Oro (rama austriaca), chambelán del emperador Francisco II y su embajador en Roma, y de la condesa Leopoldina de Khevenhüller-Metsch, su segunda mujer; nieto de Alessandro Ruspoli, ii príncipe de Cerveteri etc., y de Prudenza Marescotti Capizucchi, su segunda mujer y prima carnal, y materno del príncipe Johann Sigismund Friedrich von Khevenhüller-Metsch, también embajador imperial en Roma, y de la princesa Amalia de Liechtenstein. De este matrimonio nacieron dos hijos varones:
1. Adolfo Rúspoli y Godoy, ii duque de la Alcudia, grande de España, iii conde de Evoramonte, nacido en Burdeos el 28 de diciembre de 1822, que residió principalmente en Madrid y murió viudo en París el 4 de febrero de 1914. Casó con Rosalía Álvarez de Toledo y Silva, nacida en Nápoles el 2 de enero de 1833, que falleció prematuramente en Lucca el 11 de julio de 1865. Hija de Pedro de Alcántara Álvarez de Toledo y Palafox, xvii duque de Medina Sidonia, xiii marqués de Villafranca, etc., cuatro veces grande de España, que fue embajador en San Petersburgo del rey carlista Carlos V, y después —pasado al servicio de Isabel II— senador, gentilhombre y caballerizo mayor de la reina, gran cruz de Carlos III y teniente hermano mayor de la Real Maestranza de Sevilla, y de Joaquina de Silva y Téllez-Girón, su mujer, de los marqueses de Santa Cruz. Fueron padres de
  1. Carlos Luis Rúspoli y Álvarez de Toledo, que sigue;
  2. Joaquín Rúspoli y Álvarez de Toledo, que nació en Madrid el 26 de septiembre de 1859 y falleció en 1904;
  3. José Rúspoli y Álvarez de Toledo, que nació en Madrid el 21 de agosto de 1861 y finó en 1948;
  4. María Teresa Rúspoli y Álvarez de Toledo, que nació en Madrid el 26 de noviembre de 1863 y falleció el 23 de marzo de 1958 en París, donde había casado el 17 de septiembre de 1883 con Henri Cognet de Chappuis de Maubou, hijo de Albin Cognet de la Roue y de Marguerite de Chappuis de Maubou. Con posteridad.
  5. Ignacio Camilo Rúspoli y Álvarez de Toledo (1865-1930), que nació en Pau (Francia) el 31 de enero de 1865 y finó en Madrid el 15 de abril de 1930. Casó con María del Pilar Navacerrada y no tuvo descendencia.
  6. María Elena Rúspoli y Álvarez de Toledo, nacida en París el 5 de enero de 1878,
  7. y Pedro de Alcántara Rúspoli y Álvarez de Toledo, nacido en París el 28 de octubre de 1879.
2. Y Luis Rúspoli y Godoy, ii marqués de Boadilla del Monte, caballero de honor y devoción de la Orden de Malta, que nació en Roma el 22 de agosto de 1828 y heredó de su padre la villa familiar de Florencia, donde falleció el 21 de diciembre de 1893. Casó dos veces con señoras naturales de esta ciudad. La primera el 5 de octubre de 1852 con Matilda Martellini, nacida el 3 de noviembre de 1819 y finada el 8 de septiembre de 1855, hija del marqués Leonardo Martellini, comendador de la Orden de San José y prior de Pietrasanta en la de San Esteban, consejero y chambelán del gran duque Leopoldo II de Toscana y mayordomo mayor de la gran duquesa viuda María Fernanda, y de su mujer la marquesa María, nacida Nobili, camarera mayor de la misma gran duquesa.[14] Y contrajo segundas nupcias el 7 de febrero de 1863 con Emilia Landi (dei nobili Landi, patrizi di Firenze), nacida el 26 de junio de 1824 y fallecida el 5 de enero de 1894. Con descendencia de ambas, extinta a la segunda generación (véase la voz Marquesado de Boadilla del Monte).

Por Real Carta del 31 de enero de 1887, sucedió su nieto

• Carlos Luis Rúspoli y Álvarez de Toledo (1858-1936), iii duque de Sueca y iii de la Alcudia, xvii conde de Chinchón, tres veces grande de España, iv conde de Evoramonte en Portugal, que nació el 1.º de marzo de 1858 en Madrid, donde murió asesinado el 10 de noviembre de 1936.

Casó dos veces: primera con María del Carmen Caro y Caro, nacida el 18 de mayo de 1865 en Madrid, donde falleció el 24 de abril de 1907. Era hermana de Carlos, conde de Caltavuturo, y de Rosalía Caro y Caro, la consorte del xix duque de Medina Sidonia, e hija de Carlos Caro y Álvarez de Toledo, xviii conde de Caltavuturo, de los marqueses de la Romana, y de María de la Encarnación Caro y Gumucio, su mujer.

Y en segundas nupcias casó con Josefa Pardo y Manuel de Villena, de quien no hubo prole, condesa de la Granja de Rocamora, hija de Arturo Pardo e Inchausti, diputado a Cortes, senador vitalicio, gran cruz de Carlos III, maestrante de Zaragoza y gentilhombre de Cámara de S.M. con ejercicio y servidumbre, y de María Isabel Manuel de Villena y Álvarez de las Asturias-Bohorques, xiii marquesa de Rafal, ix condesa de Vía Manuel, etc., dos veces grande de España.

Del primer matrimonio nacieron:
1. Rosalía Blanca Rúspoli y Caro, que nació en París el 5 de agosto de 1898 y falleció en Madrid el 28 de junio de 1926. Casó en San Sebastián el 6 de julio de 1921 con Alonso Álvarez de Toledo y Mencos, su primo segundo, iv duque de Zaragoza, vii marqués de Miraflores y ix de Casa Pontejos, xi conde de Eril y xii de los Arcos, cinco veces grande de España, xi marqués de San Felices de Aragón y VIII de Lazán, maestrante de Sevilla, embajador de España de carrera, que nació el 28 de noviembre de 1896 en Madrid, donde falleció el 2 de abril de 1990, habiendo contraído segundas nupcias en 1935 con Rosario Mencos y Armero, que también era su prima segunda, de los marqueses del Nervión. Tuvieron por hija única a 
María del Rosario Álvarez de Toledo y Rúspoli, x marquesa de Casa Pontejos, grande de España, que nació el 5 de noviembre de 1923 en Madrid, donde murió soltera el 12 de febrero de 2017.
2. María de la Encarnación Rúspoli y Caro, que nació el 5 de mayo de 1901 en Madrid, donde finó el 5 de julio de 1965. Casó en esta villa y corte el 26 de abril de 1930 con Mariano del Prado y O’Neill, ix marqués de Acapulco, x de Caicedo, iii de los Ogíjares y iii del Rincón de San Ildefonso, ii conde de Buelna, nacido el 15 de septiembre de 1901 en Madrid, donde falleció en 1963. Con sucesión.
3. Y Camilo Carlos Adolfo Rúspoli y Caro, que sigue.

Por acuerdo de la Diputación de la Grandeza de 1940, Decreto de convalidación del 30 de marzo de 1951 y Carta del 22 de febrero de 1952, sucedió su hijo

• Camilo Carlos Adolfo Rúspoli y Caro, iv duque de Sueca y iv de la Alcudia, xviii conde de Chinchón, tres veces grande de España, v marqués de Boadilla del Monte, caballero de honor y devoción de la Orden de Malta y maestrante de Granada. Nació el 5 de junio de 1904 en Madrid, donde expiró el 20 de noviembre de 1975.

Casó en San Sebastián el 7 de octubre de 1931 con María de Belén Morenés y Arteaga, xviii condesa de Bañares, dama de la misma Orden y Maestranza, nacida en dicha ciudad el 18 de agosto de 1906 y finada en Madrid el 30 de abril de 1999, hija de Luis Morenés y García-Alessón, i marqués de Bassecourt, diputado a Cortes, gentilhombre de Cámara de S.M. con ejercicio y servidumbre, caballero maestrante de Zaragoza y del Real Cuerpo de la Nobleza de Cataluña, comendador de la Legión de Honor de Francia, y de María de las Mercedes de Arteaga y Echagüe, su mujer, de los duques del Infantado, xvii marquesa de Argüeso y xiv de Campoo, xiv condesa de Villada y xvii de Bañares, grande de España, dama de la reina Victoria Eugenia y de la Real Maestranza de Zaragoza. Fueron padres de
1. Carlos Oswaldo Rúspoli y Morenés, que sigue.
2. Luis Adolfo Rúspoli y Morenés, vi marqués de Boadilla del Monte, ii barón de Mascalbó,[16] caballero de honor y devoción de la Orden de Malta y maestrante de Granada. Nació el 28 de noviembre de 1933 en Madrid, donde falleció el 25 de mayo de 2011.[17] Casó tres veces: la primera en Madrid el 19 de septiembre de 1960 con María del Carmen Sanchiz y Núñez-Robres, xiii marquesa de la Casta, nacida en Madrid el 28 de febrero de 1942, hija de Hipólito Sanchiz y Arróspide, conde de Valdemar de Bracamonte, de los marqueses del Vasto, y de María del Pilar Núñez-Robres y Rodríguez de Valcárcel, su mujer, de los marqueses de Montortal. Divorciado de esta señora, volvió a casar con Melinda d’Eliassy y Mallet, directora de relaciones exteriores de Chanel en España, que había sido madrastra del presidente de Francia Nicolas Sarkozy. Nacida en Budapest el 16 de abril de 1942 y finada en Madrid 15 de diciembre de 2004, había estado antes casada dos veces: con Paul Sarkozy de Nagy-Bocsa y con Alfonso Calparsoro y Pérez-Navarro,[18] y era hija del diplomático húngaro István d’Eliassy y de Véronique Mallet, su mujer, hija a su vez del banquero francés Ernest Mallet y de la británica lady Mabel Saint Aubyn, de los barones de Saint Levan. Y tras un nuevo divorcio, el marqués contrajo terceras nupcias en Pozuelo de Alarcón el 26 de noviembre de 1999 con Olga Subirana y Pita, nacida en Madrid el 2 de marzo de 1943 y que había estado casada con Juan Eguilior y Puig de la Bellacasa,[19] hija de Luis Subirana Rodríguez y de Carmen Pita y Arechavala. Solo tuvo descendencia del primer matrimonio, del que nacieron:
  1. María Mónica Ruspoli y Sanchiz, viii marquesa de Boadilla del Monte (desde 2019), nacida el 27 de agosto de 1961 en Madrid, donde casó el 20 de mayo de 1988 con Alonso Dezcallar y Mazarredo, diplomático de carrera, embajador de España en Mauritania y en Croacia, nacido en Madrid el 12 de agosto de 1958, hijo de Rafael Dezcallar y Blanes, coronel de Infantería de Marina, de noble linaje mallorquín, y de María Teresa de Mazarredo y Beutel, su mujer, de los marqueses de Villora. Tienen dos hijas: Mónica y Belén Dezcallar y Rúspoli.
  2. Luis Carlos Ruspoli y Sanchiz, que seguirá, actual duque de Sueca.
  3. Belén Ruspoli y Sanchiz, nacida el 10 de mayo de 1964 en Madrid, donde casó el 19 de abril de 1996 con el noble italiano Cesare Passi e Ferrero, caballero de la Orden de Malta, que goza del tratamiento y predicado de «conde Cesare Passi di Preposulo», nacido en Treviso el 4 de diciembre de 1950, hijo segundo del conde Gian Luca Passi di Preposulo e Zigno, caballero de la misma Orden, y de Elisabetta Ferrero di Cambiano, su mujer, dei marchesi di Cambiano e Cavallerleone.[20] Tienen tres hijos: Alejandro, Carmen y Luca Passi y Ruspoli.
  4. Y Santiago Rúspoli y Sanchiz, nacido el 16 de junio de 1971 en Madrid, donde falleció soltero e incapacitado el 2 de mayo de 1996.
3. Y Enrique Jaime Rúspoli y Morenés, xix conde de Bañares, nacido en Madrid 2 de febrero de 1935, guardia noble y gentilhombre de S.S. el Papa, caballero de las Órdenes de Malta y Piana y de la Real Maestranza de Granada. Doctor en Filosofía por la Universidad Complutense y profesor en ella de Teoría del Conocimiento, miembro de los patronatos del Museo del Prado, la Fundación Tomás Moro y la Fundación Ideas e Investigaciones Históricas. Hombre de vastísima cultura, es autor de monografías sobre filosofía e historiografías, varias de ellas sobre la figura de su antepasado Manuel Godoy,[21] y ha publicado numerosos artículos sobre temas filosóficos, estéticos y culturales en revistas especializadas y en la prensa diaria. Último dueño hereditario del Palacio del Infante Don Luis, donde organizaba conciertos y seminarios sobre música clásica. En mayo de 1998 se lo expropió el ayuntamiento de Boadilla del Monte con una fuerte indemnización.[22]

Por Orden publicada en el BOE del 12 de julio de 1978 y Real Carta del 5 de mayo de 1979, sucedió su hijo

• Carlos Oswaldo Rúspoli y Morenés (1932-2016), v duque de Sueca y v de la Alcudia, xix conde de Chinchón, tres veces grande de España, caballero de Malta y de la Real Maestranza de Granada, que nació en San Sebastián el 5 de agosto de 1932 y falleció viudo y sin descendencia en Madrid el 25 de octubre de 2016.

Casó en 1980, en el palacio de Boadilla, con María del Rosario Herbosch y Huidobro, finada en febrero de 2016, hija del belga Olivier Herbosch Lodie y de la española María del Rosario Huidobro y Cavanilles. Sin posteridad.

### Actual titular
Por Orden publicada en el BOE del 4 de julio de 2018 y Real Carta del 12 de julio siguiente, sucedió su sobrino

• Luis Carlos Ruspoli y Sanchiz, vi y actual duque de Sueca, vi duque de la Alcudia, xx conde de Chinchón, vii marqués de Boadilla del Monte y iii barón de Mascalbó, tres veces grande de España de primera clase, nacido el 4 de abril de 1963. Arriba filiado como nieto del iv duque: hijo de Luis, el vi marqués de Boadilla del Monte.

En 1997 sucedió en título de barón de Mascalbó por cesión de su padre; en 2012 en el marquesado de Boadilla por muerte del mismo, y en 2018 en las tres grandezas por fallecimiento de su tío Carlos. En 2019 cedió el ducado de la Alcudia a su hijo primogénito, la baronia de Mascalbó al segundogénito y el marquesado de Boadilla del Monte a su hermana mayor.

Casó en Madrid el 24 de enero de 1992, iglesia de San Francisco de Borja, con María Álvarez de las Asturias-Bohorques y Rumeu, hija de Luis Álvarez de las Asturias-Bohorques y Silva, de los duques de Gor, caballero maestrante de Granada, y de María Leticia Rumeu de Armas y Cruzat, su mujer, de los marqueses de Casa Argudín.

Tienen cuatro hijos varones:
1. Carlos Ruspoli y Álvarez de las Asturias-Bohorques, vii duque de la Alcudia, grande de España, inmediato sucesor en la casa de Sueca, caballero maestrante de la Real de Granada, nacido en Madrid el 10 de agosto de 1993.
2. Luis Ruspoli y Álvarez de las Asturias-Bohorques, iv barón de Mascalbó, maestrante de Granada, nacido en Madrid el 24 de agosto de 1994.
3. Juan Ruspoli y Álvarez de las Asturias-Bohorques,  maestrante de Granada, nacido en Madrid el 20 de octubre de 1996.
4. Y Jaime Ruspoli y Álvarez de las Asturias-Bohorques, maestrante de Granada, nacido en Madrid el 10 de marzo de 2000.

## Árbol genealógico
| Manuel de Godoy y Álvarez de Faria, I duque de Sueca y de la Alcudia (1767-1851) |                                                                                 |                                                                                 |                                                                                 |                                                                                 |                                                                                 |  |  |  |  |                                                                              |                                                                              |                                                                              |                                                                              |                                                                              |                                                                              |  |  |  |  |  |  |  |  |  |  |
|                                                                                  |                                                                                 |                                                                                 |                                                                                 |                                                                                 |                                                                                 |  |  |  |  |                                                                              |                                                                              |                                                                              |                                                                              |                                                                              |                                                                              |  |  |  |  |  |  |  |  |  |  |
| Carlota Luisa Manuela de Godoy y Borbón, ii duquesa de Sueca (1800-1886)         |                                                                                 |                                                                                 |                                                                                 |                                                                                 |                                                                                 |  |  |  |  |                                                                              |                                                                              |                                                                              |                                                                              |                                                                              |                                                                              |  |  |  |  |  |  |  |  |  |  |
|                                                                                  |                                                                                 |                                                                                 |                                                                                 |                                                                                 |                                                                                 |  |  |  |  |                                                                              |                                                                              |                                                                              |                                                                              |                                                                              |                                                                              |  |  |  |  |  |  |  |  |  |  |
| Adolfo Rúspoli y Godoy, ii duque de la Alcudia (1822-1914)                       |                                                                                 |                                                                                 |                                                                                 |                                                                                 |                                                                                 |  |  |  |  |                                                                              |                                                                              |                                                                              |                                                                              |                                                                              |                                                                              |  |  |  |  |  |  |  |  |  |  |
|                                                                                  |                                                                                 |                                                                                 |                                                                                 |                                                                                 |                                                                                 |  |  |  |  |                                                                              |                                                                              |                                                                              |                                                                              |                                                                              |                                                                              |  |  |  |  |  |  |  |  |  |  |
| Carlos Luis Rúspoli y Álvarez de Toledo, iii duque de Sueca (1858-1936)          |                                                                                 |                                                                                 |                                                                                 |                                                                                 |                                                                                 |  |  |  |  |                                                                              |                                                                              |                                                                              |                                                                              |                                                                              |                                                                              |  |  |  |  |  |  |  |  |  |  |
|                                                                                  |                                                                                 |                                                                                 |                                                                                 |                                                                                 |                                                                                 |  |  |  |  |                                                                              |                                                                              |                                                                              |                                                                              |                                                                              |                                                                              |  |  |  |  |  |  |  |  |  |  |
| Camilo Carlos Adolfo Rúspoli y Caro, iv duque de Sueca (1904-1975)               |                                                                                 |                                                                                 |                                                                                 |                                                                                 |                                                                                 |  |  |  |  |                                                                              |                                                                              |                                                                              |                                                                              |                                                                              |                                                                              |  |  |  |  |  |  |  |  |  |  |
|                                                                                  |                                                                                 |                                                                                 |                                                                                 |                                                                                 |                                                                                 |  |  |  |  |                                                                              |                                                                              |                                                                              |                                                                              |                                                                              |                                                                              |  |  |  |  |  |  |  |  |  |  |
|                                                                                  |                                                                                 |                                                                                 |                                                                                 |                                                                                 |                                                                                 |  |  |  |  |                                                                              |                                                                              |                                                                              |                                                                              |                                                                              |                                                                              |  |  |  |  |  |  |  |  |  |  |
| Carlos Oswaldo Rúspoli y Morenés, v duque de Sueca (1932-2016) Sin descendencia  | Carlos Oswaldo Rúspoli y Morenés, v duque de Sueca (1932-2016) Sin descendencia | Carlos Oswaldo Rúspoli y Morenés, v duque de Sueca (1932-2016) Sin descendencia | Carlos Oswaldo Rúspoli y Morenés, v duque de Sueca (1932-2016) Sin descendencia | Carlos Oswaldo Rúspoli y Morenés, v duque de Sueca (1932-2016) Sin descendencia | Carlos Oswaldo Rúspoli y Morenés, v duque de Sueca (1932-2016) Sin descendencia |  |  |  |  | Luis Adolfo Rúspoli y Morenés, vii marqués de Boadilla del Monte (1933-2011) | Luis Adolfo Rúspoli y Morenés, vii marqués de Boadilla del Monte (1933-2011) | Luis Adolfo Rúspoli y Morenés, vii marqués de Boadilla del Monte (1933-2011) | Luis Adolfo Rúspoli y Morenés, vii marqués de Boadilla del Monte (1933-2011) | Luis Adolfo Rúspoli y Morenés, vii marqués de Boadilla del Monte (1933-2011) | Luis Adolfo Rúspoli y Morenés, vii marqués de Boadilla del Monte (1933-2011) |  |  |  |  |  |  |  |  |  |  |
| Carlos Oswaldo Rúspoli y Morenés, v duque de Sueca (1932-2016) Sin descendencia  | Carlos Oswaldo Rúspoli y Morenés, v duque de Sueca (1932-2016) Sin descendencia | Carlos Oswaldo Rúspoli y Morenés, v duque de Sueca (1932-2016) Sin descendencia | Carlos Oswaldo Rúspoli y Morenés, v duque de Sueca (1932-2016) Sin descendencia | Carlos Oswaldo Rúspoli y Morenés, v duque de Sueca (1932-2016) Sin descendencia | Carlos Oswaldo Rúspoli y Morenés, v duque de Sueca (1932-2016) Sin descendencia |  |  |  |  | Luis Adolfo Rúspoli y Morenés, vii marqués de Boadilla del Monte (1933-2011) | Luis Adolfo Rúspoli y Morenés, vii marqués de Boadilla del Monte (1933-2011) | Luis Adolfo Rúspoli y Morenés, vii marqués de Boadilla del Monte (1933-2011) | Luis Adolfo Rúspoli y Morenés, vii marqués de Boadilla del Monte (1933-2011) | Luis Adolfo Rúspoli y Morenés, vii marqués de Boadilla del Monte (1933-2011) | Luis Adolfo Rúspoli y Morenés, vii marqués de Boadilla del Monte (1933-2011) |  |  |  |  |  |  |  |  |  |  |
|                                                                                  |                                                                                 |                                                                                 |                                                                                 |                                                                                 |                                                                                 |  |  |  |  | Luis Carlos Ruspoli y Sanchiz, vi duque de Sueca (n. 1963)                   |                                                                              |                                                                              |                                                                              |                                                                              |                                                                              |  |  |  |  |  |  |  |  |  |  |